# ربط بروتيني

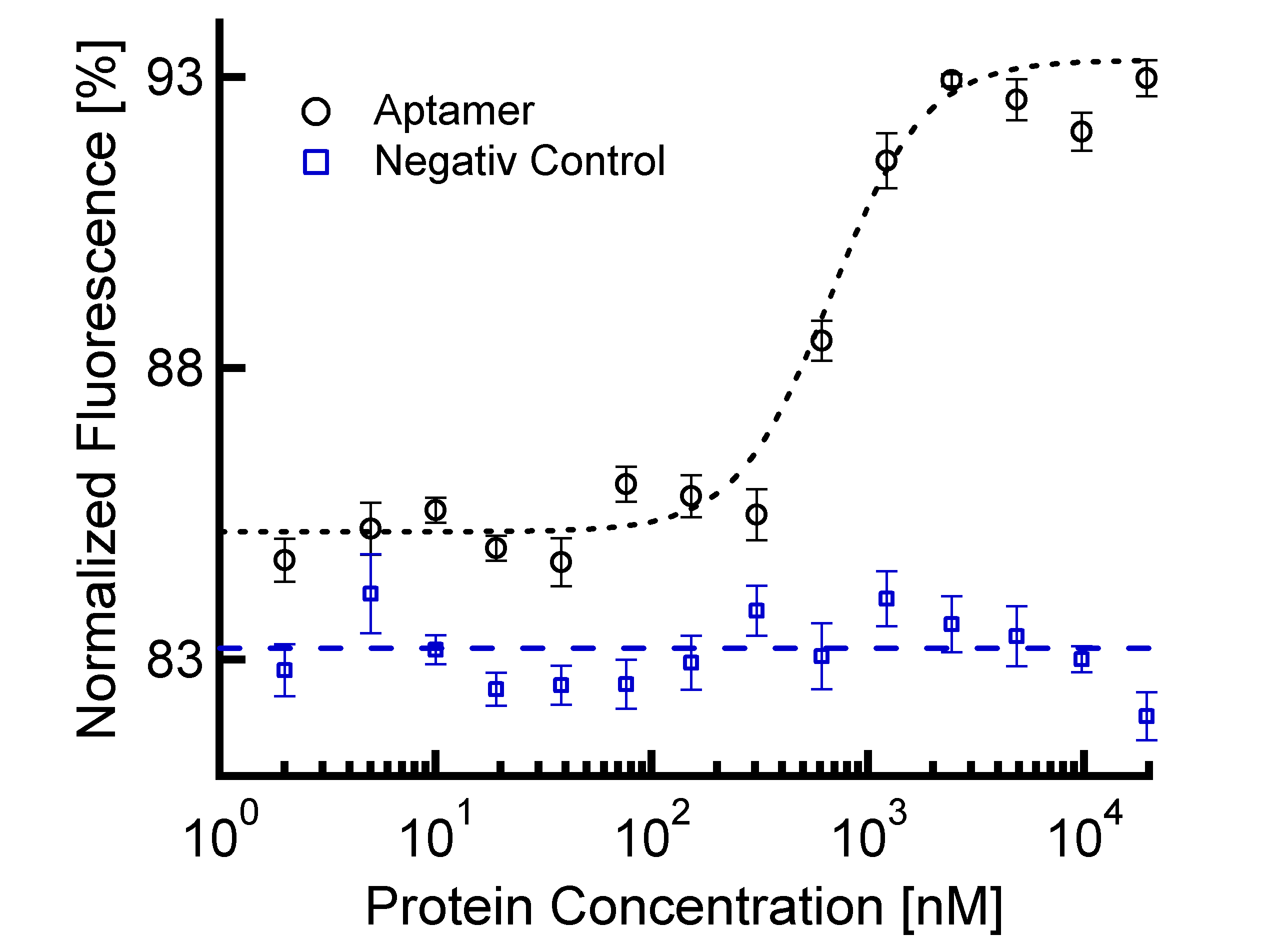
منحنى ارتباط الأبتامر بالبروتين. تمثيل بياني يصف العلاقة بين تركيز الأبتامر (جزيئات قصيرة من الحمض النووي أو الحمض النووي الريبي قادرة على الارتباط بجزيئات مستهدفة محددة) ونسبة ارتباطه بالبروتين المستهدف.

الربط البروتيني له أهمية في علوم الصيدلة والطب، فقد تتأثر كفاءة الدواء بالدرجة التي تتربط بها ببروتينات بلازما الدم. أقل الأدوية ارتباطاً بالبروتينات هي أكثرها كفاءة ويمكنها أن تعبر الأغشية الخلوية وتنتشر. بروتينات الدم الشائعة التي ترتبط الأدوية بها هي:
- ألبيومين المصل البشري
- البروتين الدهني
- بروتين سكري
- غلوبولين
  - غلوبيولين ألفا 1
  - غلوبيولين ألفا 2
  - غلوبيولين بيتا
  - غلوبيولين غاما

تتواجد الأدوية في الدم في شكلين: مرتبطة وغير مرتبطة. ويعتمد تقارب دواء معين مع بروتين البلازما في المواصفات، فقد توجد نسبة من الدواء مرتبطة ببروتينات البلازما، فيما تبقى النسبة الباقية غير مرتبطة. وإذا كان الربط البروتيني عكسياً، فسيحصل التوازن الكيميائي كما يلي:
بروتين + دواء ⇌ معقد بروتين-دواء